# Pietro Nascimbene
Pietro Nascimbene (Montalto Pavese, Llombardia, 2 de febrero de 1930) fue un ciclista italiano que fue profesional entre 1953 y 1961. Sus principales victorias como profesional fueron una etapa al Giro de Italia de 1956 y otra en la París-Niza de 1958..

## Palmarés
- 1953
  - 1º en el Giro de Umbria y vencedor de una etapa
- 1954
  - Vencedor de 2 etapas de la Vuelta en Bélgica independientes
- 1955
  - Vencedor de una etapa de la Vuelta a Asturias
  - Vencedor de una etapa de la Vuelta a Marruecos
- 1956
  - Vencedor de una etapa del Giro de Italia
- 1958
  - Vencedor de una etapa de la París-Niza

### Resultados al Giro de Italia
- 1955. 70.º de la clasificación general
- 1956. 33.º de la clasificación general
- 1957. 60.º de la clasificación general
- 1959. Abandona

### Resultados al Tour de Francia
- 1958. 34.º de la clasificación general

### Resultados a la Vuelta en España
- 1959. Abandona